# Cerdo negro canario
El cerdo o cochino negro canario es una raza porcina española autóctona de Canarias.

## Origen
El cerdo está presente en las islas Canarias desde la llegada de los aborígenes canarios. Los restos más antiguos que se han encontrado provienen de La Palma, pero están presentes en la mayor parte de los yacimientos arqueológicos con material datado en menos de 2500 años. Esta raza porcina prehispánica tenía probablemente un origen norteafricano, y los aborígenes canarios obtenían de ellos carne, manteca para conservas, pieles con las que vestir y huesos para fabricar herramientas y adornos. La raza actual se creó gracias al aporte que recibió esta población inicial de razas británicas y de la península ibérica tras la conquista de Canarias.

## Distribución
En la actualidad la mayor parte de los ejemplares se encuentra en las islas de Tenerife y Gran Canaria. En Gran Canaria se encuentran los únicos tres ganaderos poseedores de la Marca de Garantía "Gran Canaria Calidad" ofrecida por el Cabildo de Gran Canaria la cual solicita un tratamiento especial de crianza en estas tres Granjas para la obtención de una carne competidora a la del Ibérico... mientras que el resto sólo se encuentra de manera testimonial, frecuentemente hibridado con otras razas.
El Cochino Negro Canario es la única raza porcina autóctona del Archipiélago, incluida en el Catálogo Oficial de las Razas Ganaderas de España dentro de las Razas Autóctonas Españolas como Raza de Protección Especial, por hallarse en grave peligro de extinción.

## Descripción

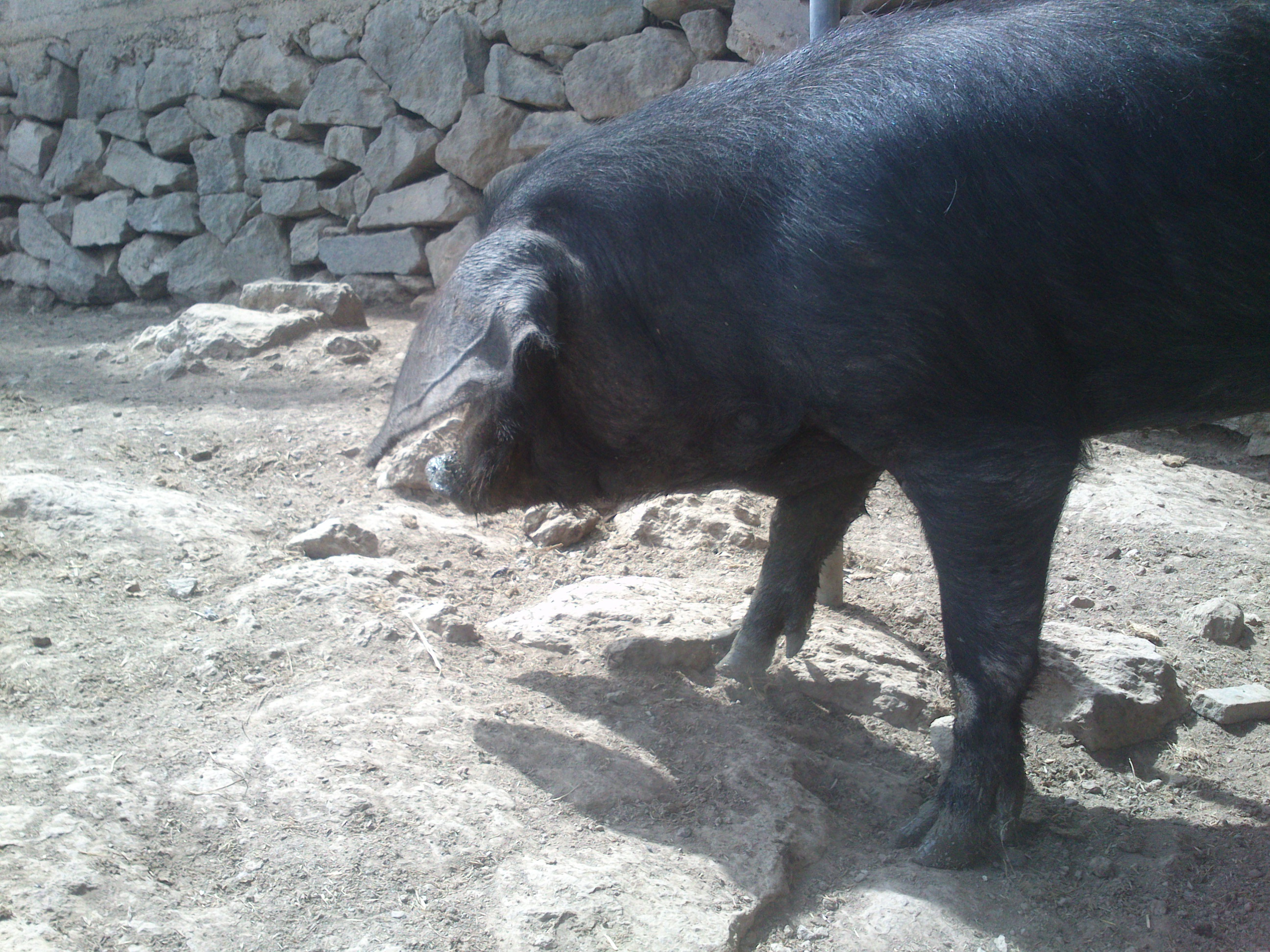
La orejas del cochino negro canario son largas y pueden llegan al extremo del hocico.

Animal bastante rústico, adaptado a las condiciones de las islas.
De perfil ultracóncavo y plisado. Presenta papada, abundantes arrugas en la cabeza y orejas muy largas que pueden llegar hasta el extremo del hocico. Las hembras suelen tener 6 pares de mamas. La capa es negra, con cerdas abundantes, fuertes y largas. La piel es coriácea y escamosa, con arrugas repartidas por todo el cuerpo. De tamaño medio a los 12-18 meses (edad del sacrificio) alcanzan los 130-160 kg.

## Usos
La carne de esta raza es muy apreciada por la población local, existiendo una buena demanda de sus productos. Además se usa en la elaboración de los típicos chicharrones (cortezas fritas empapadas en gofio) y el chorizo canario (una especie de sobrasada).

## Conservación
Esta raza estuvo a punto de desaparecer con la llegada de la industrialización, pero se evitó su extinción gracias a la intervención del Cabildo Insular de La Palma. En esta isla se salvó un núcleo de población del que descienden todos los animales actuales. A partir de la década de los 80 la administración pública ha contribuido a aumentar su población mediante una política de multiplicación y posterior cesión de hembras o parejas a lo ganaderos. No obstante aún se encuentra en peligro. 